# Irene Laskarina
Irene Laskarina (altgriechisch Ειρήνη Λασκαρίνα), auch Eirene Laskarin genannt (* um 1200; † 1241) war die älteste Tochter des byzantinischen Basileus Theodor I. Laskaris. Sie trug den Titel der Kaiserin von Nikäa.

## Leben
Sie heiratete um 1216 den Despoten Andronikos Palaiologos und nach dessen baldigem Tod den Nachfolger ihres Vaters auf dem Thron von Nikäa, Johannes III. Dukas Vatatzes.
Sie starb zehn Jahre vor dem Tod ihres zweiten Ehemanns.